# Petrò Poroixenko
Petrò Oleksíovitx Poroixenko (en ucraïnès: Петро Олексійович Порошенко; transcrit a l'anglès: Petro Poroshenko) (Bolhrad, Ucraïna, 26 de setembre de 1965) és un empresari i polític ucraïnès. Va ser ministre d'afers estrangers entre el 2009 i el 2010 i després 5è President d'Ucraïna del 7 de juny del 2014 al 20 de maig del 2019.

## Biografia
Petrò Poroixenko va néixer el 1965 a Bolhrad, a l'óblast d'Odessa, aleshores Unió Soviètica i actualment Ucraïna.
El seu pare, Oleksí Poroixenko, era un enginyer que esdevingué després oficial del govern i va dirigir bon nombre de fàbriques durant l'època soviètica i sa mare Ievguénia Serguéievna Grigorchuk (1937–2004) era probablement comptable. El jove Petrò passà gran part de la seva infantesa i joventut a la ciutat moldava de Bendery on treballava son pare.
El 1989 Poroixenko obtingué un diploma d'economia a la facultat de relacions internacionals i de dret internacional de la Universitat Estatal de Kíiv.

## Món dels negocis
Després de la seva formació, Poroixenko creà una societat de comerç de grans de cacau. Als anys 1990 prengué control de diverses companyies de confiteries, que les va fusionar en el grup Roshen, esdevenint així el productor més gran de confiteries d'Ucraïna. El seu èxit en la indústria de la xocolata li va donar el nom de «Rei de la xocolata».
Poroixenko va diversificar els seus negocis en altres sectors, com per exemple en el món de l'automòbil i de l'autobús, la constructora naval Leninska Kúznia, la cadena de televisió 5 Kanal i la revista Korrespondent.

## Carrera política
Petrò Poroixenko va esdevenir diputat de la Rada Suprema el 1998. Fou al començament membre del Partit Socialdemòcrata d'Ucraïna (unit), a l'època un dels partits més fidels al president Leonid Kutxma. El 2000 va deixar aquest partit per crear un moviment independent de centre-esquerra, Solidaritat. El 2001 participà en la fundació del Partit de les Regions, també fidel a Kutxma (i el partit Solidaritat s'ajuntà al Partit de les Regions).
El desembre del 2001, Poroixenko retira el seu suport a Kutxma per convertir-se en cap de campanya de Víktor Iúsxenko, al si de la coalició d'oposició la Nostra Ucraïna, que guanya les eleccions legislatives del 2002, i Poroixenko obté un escó al Parlament. Presidí la comissió parlamentària de pressupost.
Fou un conseller proper a Iúsxenko, i un dels principals financers de la Nostra Ucraïna i de la Revolució Taronja.
Després de l'elecció de Víktor Iúsxenko com a president, Poroixenko és nomenat secretari del Consell Nacional de Seguretat i de Defensa d'Ucraïna. El setembre del 2005, després de la crisi de confiança consecutiva a les sospites de corrupció en el món polític ucraïnès, van destituir-lo d'aquest càrrec, que fou atorgat al president Iúsxenko. El govern de Iúlia Timoixenko, rival de Poroixenko, també hagué de dimitir.
El març del 2006 Petrò Poroixenko fou reescollit al parlament al si de la coalició la Nostra Ucraïna. Presidí la Comissió de Finances i de la Banca. Decidí no presentar-se a les eleccions legislatives del 2007.
D'ençà el febrer del 2007 presideix el Consell de la Banca Nacional d'Ucraïna.
El 7 d'octubre del 2009 és proposat per al càrrec de ministre d'afers estrangers pel president Iúsxenko, i és nomenat oficialment pel Parlament dos dies més tard. El 12 d'octubre d'aquell any el president el reintegra al Consell Nacional de Seguretat i de Defensa. Poroixenko dona suport a la candidatura d'Ucraïna a l'OTAN.
Malgrat que la seva cartera de ministre li fou retirada pel president Víktor Ianukóvitx l'11 de març del 2010, el president declarà que volia cooperar amb Poroixenko en el futur. És així com fou nomenat ministre de comerç i de desenvolupament econòmic, càrrec que conservà del març al novembre del 2012.
El març del 2014, abans fins i tot que hagués fet pública oficialment la seva candidatura, aparegué en els percentatges com a favorit per a les eleccions presidencials del 25 maig del 2014.
Guanyades les eleccions amb un 54,70% dels vots, el 7 de juny següent prengué possessió del càrrec de President d'Ucraïna.

## Presidència
Quan va quedar clar que havia guanyat les eleccions el vespre del dia de les eleccions (el 25 de maig de 2014), Poroixenko va anunciar que el seu "primer viatge presidencial serà a Donbàs", on els rebels armats prorussos havien declarat les repúbliques separatistes República Popular de Donetsk i República Popular de Luhansk i controlar part de la regió.  Poroixenko també va prometre continuar les operacions militars de les forces governamentals d'Ucraïna per posar fi a la insurrecció armada al·legant: "L'operació antiterrorista no pot ni ha de durar dos o tres mesos. Hauria i durarà hores".
Va comparar els rebels armats prorussos amb els pirates somalis.  Poroixenko també va demanar negociacions amb Rússia en presència d'intermediaris internacionals. Rússia va respondre dient que no necessitava un intermediari en les seves relacions bilaterals amb Ucraïna. Com a president electe, Poroixenko va prometre tornar Crimea, que va ser annexada per Rússia el març de 2014.  També va prometre celebrar noves eleccions parlamentàries el 2014.

### Inauguració
Poroixenko va ser inaugurat a la Rada Suprema (parlament) el 7 de juny del 2014.  En el seu discurs inaugural va destacar que Ucraïna no renunciaria a Crimea i va subratllar la unitat d'Ucraïna.  Va prometre una amnistia "per a aquells que no tinguin sang a les mans" als insurgents del conflicte dels prorussos del 2014 a Ucraïna i als grups nacionalistes ucraïnesos que s'hi oposen, però va afegir: "Parlar amb gàngsters i assassins no és el nostre camí". També va demanar eleccions regionals anticipades a l'est d'Ucraïna.
Porosixenko va declarar que signaria la part econòmica de l'Acord d'Associació Ucraïna-Unió Europea i que aquest era el primer pas cap a l'adhesió plena d'Ucraïna a la UE. Durant el discurs, va afirmar que veia " l'ucraïnès com l'única llengua estatal", però també va parlar de les "garanties [del] desenvolupament sense obstacles del rus i de totes les altres llengües ". Part del discurs va ser en rus.
La inauguració va comptar amb la presència d'unes 50 delegacions estrangeres, entre elles el vicepresident nord-americà Joe Biden, el president de Polònia Bronisław Komorowski, el president de Belarús Alexander Lukashenko, la presidenta de Lituània Dalia Grybauskaitė, la president de Suïssa i el president en exercici de l'OSCE Didier Burkhalter, president d'Alemanya Joachim Gauck, president de Geòrgia Giorgi Margvelashvili, primer ministre del Canadà Stephen Harper, primer ministre d'Hongria Viktor Orbán, el president del Consell Europeu Herman Van Rompuy, el secretari general de l'OSCE Lamberto Zannier, el subsecretari general d'Afers Polítics de les Nacions Unides Jeffrey Feldman, el ministre de Cultura de la Xina Cai Wu i l'ambaixador de Rússia a Ucraïna Mikhail Zurabov,  l'antic La primera ministra d'Ucraïna, Iúlia Timoixenko, també va ser present.  Després de la cerimònia d'inauguració Timoixenko va dir sobre Poroixenko "Crec que Ucraïna ha trobat un factor addicional d'estabilitat molt poderós".

### Política nacional

#### Pla de pau per a l'est d'Ucraïna
Vegeu també: Malestar dels prorussos de 2014 a Ucraïna i acords de Minsk
En el moment de la seva investidura, els rebels armats prorussos, després de referèndums disputats, havien declarat la independència de la República Popular de Donetsk i la República Popular de Luhansk i controlaven gran part del Donbàs, però en gran part eren considerats il·legítims per la comunitat internacional. Després de la inauguració, Poroshenko va llançar un pla de "pau" previst per aconseguir el reconeixement de les eleccions presidencials a Ucraïna per part de Rússia, consistent en un alto el foc amb els separatistes (anomenats "terroristes" pel mateix Poroixenko) i l'establiment d'un corredor humanitari per als civils ("que no estan implicats en el conflicte"). Poroixenko va advertir que tenia un "Pla B" si el pla de pau inicial era rebutjat.

#### Descentralització de la potència
A mitjan juny, Poroixenko va començar el procés de modificació de la constitució d'Ucraïna per aconseguir la descentralització administrativa d'Ucraïna. Segons Poroixenko (el 16 de juny de 2014) aquest era "un element clau del pla de pau". En el seu projecte d'esmenes constitucionals de juny de 2014 va proposar canviar les divisions administratives d'Ucraïna, que haurien d'incloure regions (reemplaçant les actuals oblast), districtes i "hromades" (comunitats territorials).

#### Dissolució del Parlament
El 25 d'agost de 2014, Poroixenko va convocar una elecció ajustada a la Rada Suprema, que se celebrarà el 26 d'octubre de 2014. Segons ell, això era necessari "per purificar la Rada del pilar de l'expresident Víktor Ianukóvitx". Aquests diputats, Poroixenko va dir, "clarament no representen la gent que els va triar". Poroixenko va dir que aquests diputats de Rada eren responsables de les "lleis de la dictadura de gener de 2014 que es van emportar les vides dels Centenars Celestes". Poroixenko va declarar que molts dels actuals diputats eren "esponsors directes i còmplices o almenys simpatitzants de militants-separatistes".
Poroixenko havia pressionat per a les eleccions des de la seva victòria a les eleccions presidencials de maig de 2014.
El 27 d'agost de 2014, el congrés del partit del Partit Panucraïnès de la Pau i la Unitat va adoptar un nou nom: "Petro Poroshenko Bloc" (BPP). El 2015, el Bloc Petrò Poroixenko va ser rebatejat en "Bloc Petrò Poroixenko "Solidaritat".

#### Armes Nuclears
El 13 de desembre de 2014, Poroixenko va declarar que no volia que Ucraïna tornés a ser una potència nuclear.